# Skurup
Skurup es una localidad y sede del municipio homónimo en el condado de Escania en Suecia con 7565 habitantes en 2010.El área urbana es una comunidad ferroviaria típica que se ha desarrollado a lo largo del ferrocarril entre Malmö y Ystad.
Los edificios consisten principalmente en casas unifamiliares, pero también tienen algunas áreas con casas multifamiliares de 1 a 4 pisos.

## Historia
Skurup se originó como una aldea de la iglesia en la parroquia de Skurup y Mariakyrkan, la iglesia de Skurup se construyó en la aldea homónima en el siglo XII. Al principio, hubo un castillo medieval que fue demolido cuando se construyó el castillo de Svaneholm en 1530. El pueblo quedó entonces subordinado al terrateniente de Svaneholm. En la década de 1790, Rutger Macklean introdujo el turno único, dividiendo las granjas de la aldea.
La comunidad de la estación de Skurup se desarrolló muy rápidamente alrededor de la estación y el Five Cross después de que el ferrocarril de Malmö-Ystad, también llamado Grevebanan, fuera inaugurado en 1874. Gradualmente, el negocio aumentó como la albañilería, lechería y fabricación de implementos agrícolas.
Skurup fue y es una aldea de la iglesia en la parroquia de Skurup y fue parte del municipio del condado homónimo después de la reforma municipal de 1862, donde se estableció la comunidad municipal de Skurup el 1 de junio de 1895. La comunidad con el área circundante se separó en 1914 del condado-municipio y formó el köping de Skurup. El municipio de Köping incorporó la parroquia-municipio del condado de Skurup en 1949 y se amplió aún más en 1952, después de lo cual los edificios de la comunidad solo formaron una pequeña parte del área de la comuna. La compra ascendió en 1971 en el municipio de Skurup con la localidad homónima como ciudad central.

## Demografía
| Gráfica de evolución de Skurup entre 1900 y 2020 |
|                                                  |

## Comunicaciones
La E65 pasa justo al norte de Skurup. También pasan cerca la carretera provincial 102 a Veberöd y las carreteras a Skivarp y Västra Vemmenhög. En 2005 se construyó una circunvalación al oeste de la comunidad .
La línea de ferrocarril entre Malmö y Ystad tiene una estación en Skurup y opera con Pågatåg en el entrenador Skånetrafikens.
El aeropuerto de Malmö se encuentra a 15 minutos en coche.

## Negocios
Muchos de los residentes urbanos viajan diariamente a Malmö, Lund y Copenhague.
Las empresas más grandes, Skanem, Lidbergs Grafiska, Postpac y Algots Bröd, se dedican a las operaciones de impresión y embalaje. La mayoría de las ofertas comerciales y de servicios del municipio de Skurup se reúnen en la localidad homónima.
La caja de ahorros de Skurup se fundó en 1881 y sigue siendo una caja de ahorros independiente.
Bancos
Skånska Handelsbanken se fundó en 1896 en Malmö y abrió una de las primeras sucursales en Skurup. En la década de 1910, también se agregó una oficina para Bankaktiebolaget Södra Sverige. Estos bancos ascendieron posteriormente a SEB y Handelsbanken, respectivamente. SEB cerró su sucursal el 1 de diciembre de 2017  y el 1 de noviembre de 2018, Handelsbanken también cerró.

## Educación
En el área urbana hay cuatro escuelas con primaria y secundaria y dos escuelas secundarias. La escuela secundaria popular de Skurup tiene, entre otras cosas, educación musical, educación periodística y educación cinematográfica. Nils Holgerssongymnasiet es la antigua escuela agrícola con programas en construcción, vehículos y transporte y gestión de la naturaleza.

## Deporte
El club de tiro con arco de Skurup (Skurups bågskytteklubb) se fundó en 1950. El AIF de Skurup es un club de fútbol de la localidad.

## Polémica
Durante los meses de abril y junio de 2021, Skurup entró en foco después de una gran cantidad de lanzamientos de piedras a automóviles que viajaban en la E65 pasando Skurup. Por razones desconocidas, con pocas excepciones, los automovilistas daneses estuvieron expuestos en su viaje hacia o desde Ystad, donde pasa el ferry a Bornholm. Los hechos recibieron una gran atención de los medios de comunicación y también llegaron a nivel político tanto en Dinamarca como en Suecia. En junio de 2021, la policía desplegó grandes recursos, y durante ese período logró detener por completo los ataques, pero el 13 de julio se recibió un nuevo informe policial, otro automovilista danés recibió una piedra en el parabrisas al oeste de Skurup, este fue el centésimo informe consecutivo desde el 3 de abril de 2021. El 16 de julio, la policía de Malmö solicitó ayuda al Grupo Nacional de Violencias Graves para poder encontrar a los lanzadores. El 22 de agosto, hubo 118 informes de lanzamiento de piedras contra automóviles en el tramo actual entre Malmö y Ystad.

## Ciudades hermanadas
- Maszlow
- Franzburg
- Richtenberg